# Cynopoecilus
 Cynopoecilus és un gènere de peixos de la família Rivulidae i de l'ordre dels ciprinodontiformes.

## Taxonomia
- Cynopoecilus fulgens (Costa, 2002)
- Cynopoecilus intimus  (Costa, 2002)
- Cynopoecilus melanotaenia (Regan, 1912)
- Cynopoecilus multipapillatus (Costa, 2002)
- Cynopoecilus nigrovittatus (Costa, 2002)[1][2][3][4][5][6]